# Marcelinho Carioca
Pour les articles homonymes, voir Marcelinho.
Marcelo Pereira Surcin, plus connu sous le nom Marcelinho Carioca, est un footballeur brésilien né le 1er février 1971 à Rio de Janeiro. Il a joué au poste de milieu de terrain avec les Corinthians de São Paulo.
Il a été sélectionné trois fois dans l'équipe du Brésil et a inscrit deux buts.

## Biographie
Pour la Coupe du monde des clubs de football de plage 2012, Marcelinho Carioca rejoint la section football de plage du SC Corinthians.

## Clubs
- 1984–1988 : Madureira EC ( Brésil)
- 1988–1994 : CR Flamengo ( Brésil) (53 matchs, 13 buts)
- 1994–1997 : SC Corinthians ( Brésil) (240 matchs, 47 buts)
- 1997–1997 : Valence CF ( Espagne) (5 matchs)
- 1997–2001 : SC Corinthians ( Brésil) (62 matchs, 36 buts)
- 2001–2001 : Santos FC ( Brésil) (15 matchs, 5 buts)
- 2002–2002 : Gamba Ōsaka ( Japon) (21 matchs, 3 buts)
- 2003–2003 : Al Nasr Riyad ( Arabie saoudite) (6 matchs, 0 but)
- 2003–2004 : CR Vasco da Gama ( Brésil)
- 2004– 01/2005 : AC Ajaccio ( France) (10 matchs, 2 buts)
- 01/2005–2005 : Brasiliense FC ( Brésil) (26 matchs, 9 buts)
- 2006–2007 : SC Corinthians ( Brésil) (5 matchs)
- 2007–2009 : EC Santo André ( Brésil)
- 2010 : SC Corinthians ( Brésil)
- 2012 : SC Corinthians (football de plage) ( Brésil)

Marcelinho est connu surtout pour la précision de ses tirs de coups francs et de ses tirs au but. Du fait de son habilité peu commune et de sa petite pointure, il reçut au Brésil le surnom de "pé de anjo" (pied d'ange). Il a marqué 206 buts en 420 matchs et remporté huit championnats, en particulier deux championnats du Brésil en 1998 et 1999.

## Palmarès
- Coupe du Brésil en 1990 avec CR Flamengo et 1995 avec SC Corinthians
- Champion de l'État de Rio de Janeiro en 1991 avec CR Flamengo
- Coupe de Rio en 1991 avec CR Flamengo et en 2004 avec CR Vasco de Gama
- Champion du Brésil en 1992 avec CR Flamengo, 1998 et 1999 avec SC Corinthians
- Champion de l'État de São Paulo en 1995, 1997, 1999 et 2001 avec SC Corinthians
- « FIFA Club World Championship » (Mondial des clubs FIFA) en 2000 avec SC Corinthians
- Coupe Guanabara en 2003 avec CR Vasco de Gama
- Champion du District Fédéral en 2005 avec Brasiliense Futebol Clube

Il a reçu le « ballon d'or brésilien » en 1999, et le « ballon d'argent » en 1994, 1999 et 2003.